# Neophoneus mustela
Neophoneus mustela är en tvåvingeart som beskrevs av Hermann 1912. Neophoneus mustela ingår i släktet Neophoneus och familjen rovflugor. Inga underarter finns listade i Catalogue of Life.